# Mateusz Kochalski
Mateusz Kochalski (Świdnik, Polonia, 25 de julio de 2000) es un futbolista polaco que juega de portero en el Qarabağ FK de la Liga Premier de Azerbaiyán.

## Carrera
Kochalski creció en el voivodato de Lublin, jugando en las categorías inferiores del BKS Lublin hasta 2015, año en el que cambió Lublin para unirse a las filas del Legia de Varsovia de la Ekstraklasa. Tras pasar por la academia, el joven guardameta se marchó como cedido al Legionovia Legionowo de la II Liga por una temporada, disputando un total de diez partidos con la camiseta del Legionovia. De vuelta en la capital, Kochalski dejó las reservas del Legia para terminar como cedido en el Radomiak Radom por dos campañas más, siendo partícipe de su ascenso a segunda división. En verano de 2020 regresa a Varsovia esta vez para jugar en el primer equipo bajo las órdenes de Aleksandar Vuković, aunque el amplio abanico de porteros que manejaba el Legia obligó que Kochalski volviese a partir fuera del Legia, recalando nuevamente en Radomiak hasta final de temporada y ayudando al club mazoviano en el ascenso para la máxima categoría del fútbol polaco. Sus buenas actuaciones en Radom motivaron una tercera cesión al Radomiak, permaneciendo en la máxima categoría durante toda la temporada 2021/22. El 21 de junio de 2022, tras no alcanzar un acuerdo de renovación con el Legia, Kochalski fichó por el Stal Mielec de la primera división polaca hasta junio de 2025.
En su primer año con el Stal, Kochalski hizo una buena campaña con el club blanquiazul, manteniendo a cero la portería en nueve ocasiones y jugando como titular en 33 partidos. Fue el guardameta con mejor promedio de salvadas, deteniendo 111 ocasiones de gol, y al final de la temporada fue nombrado mejor arquero de la Ekstraklasa. Su rendimiento en la liga polaca captó la atención de Michał Probierz, director técnico de la selección absoluta de Polonia, siendo convocado con el combinado sénior en la lista provisional para la Eurocopa 2024. Anteriormente, Kochalski llegó a jugar con las selecciones sub-16, sub-17, sub-18 y sub-19 de Polonia.
El 15 de agosto de 2024, Kochalski se trasladó al club azerbaiyano Qarabağ FK con un contrato de tres años, con opción a un año adicional, por una tarifa no revelada.

## Palmarés

### Títulos nacionales
| Título                     | Club          | País       | Año  |
| -------------------------- | ------------- | ---------- | ---- |
| Liga Premier de Azerbaiyán | Qarabağ F. K. | Azerbaiyán | 2025 |